# Dějiny buddhismu

Expanze buddhismu z buddhistického srdce v severní Indii (tmavě oranžová) počínaje 6. stoletím před naším letopočtem na buddhistickou většinovou říši (oranžová) a na historický rozsah vlivu buddhismu (žlutá). Mahajána (červená šipka), Théraváda (zelená šipka) a Vadžrajána (modrá šipka).

Dějiny buddhismu počínají 6. stol. př. n. l., kdy se narodil buddha Šákjamuni. Díky tomu patří buddhismus k nejstarším, avšak zároveň stále „živým“ náboženstvím.
Buddhismus vznikl v Indii, odkud se šířil do dalších částí Asie. K výraznému rozšíření buddhismu na indickém subkontinentu a dokonce i mimo něj (zejména na Srí Lanku) došlo až za vlády krále Ašóky. Buddhismus se postupně začal štěpit na školy, přičemž nejstarší známou školou buddhismu je théraváda. Vedle ní postupně vznikaly i další školy později označované jako hínajánové směry. Od 1. století se začal utvářet nový směr buddhismu – mahájána, který v samotné Indii nakonec převládl a odtud se rozšířil zejména do Číny, Koreje, Japonska a Vietnamu. Asi od 6. století v rámci mahájánového buddhismu vzniká směr nazývaný vadžrajána, která se později stala hlavní formou buddhismu v Tibetu, odkud se v dalších stoletích rozšířila zejména do Mongolska a zemí současné Ruské federace jako jsou Burjatsko, Tuva a Kalmycko. Théraváda, která během prvního tisíciletí přežívala v podstatě jen na Srí Lance, se od druhého tisíciletí stala převládajícím náboženstvím většiny zemí jihovýchodní Asie – Myanmaru, Thajska, Laosu a Kambodže. Zatímco v Indii, zemi svého původu, buddhismus ke konci prvního tisíciletí upadal, až nakonec v důsledku islámských nájezdů během 11. století až 13. století zcela vymizel. Teprve ve 20. století dochází v Indii k znovuoživení buddhismu, a také i k jeho šíření na Západ. V současné době se buddhismus člení na tři základní směry – vadžrajánu, mahájánu a théravádu.

## Život Buddhy

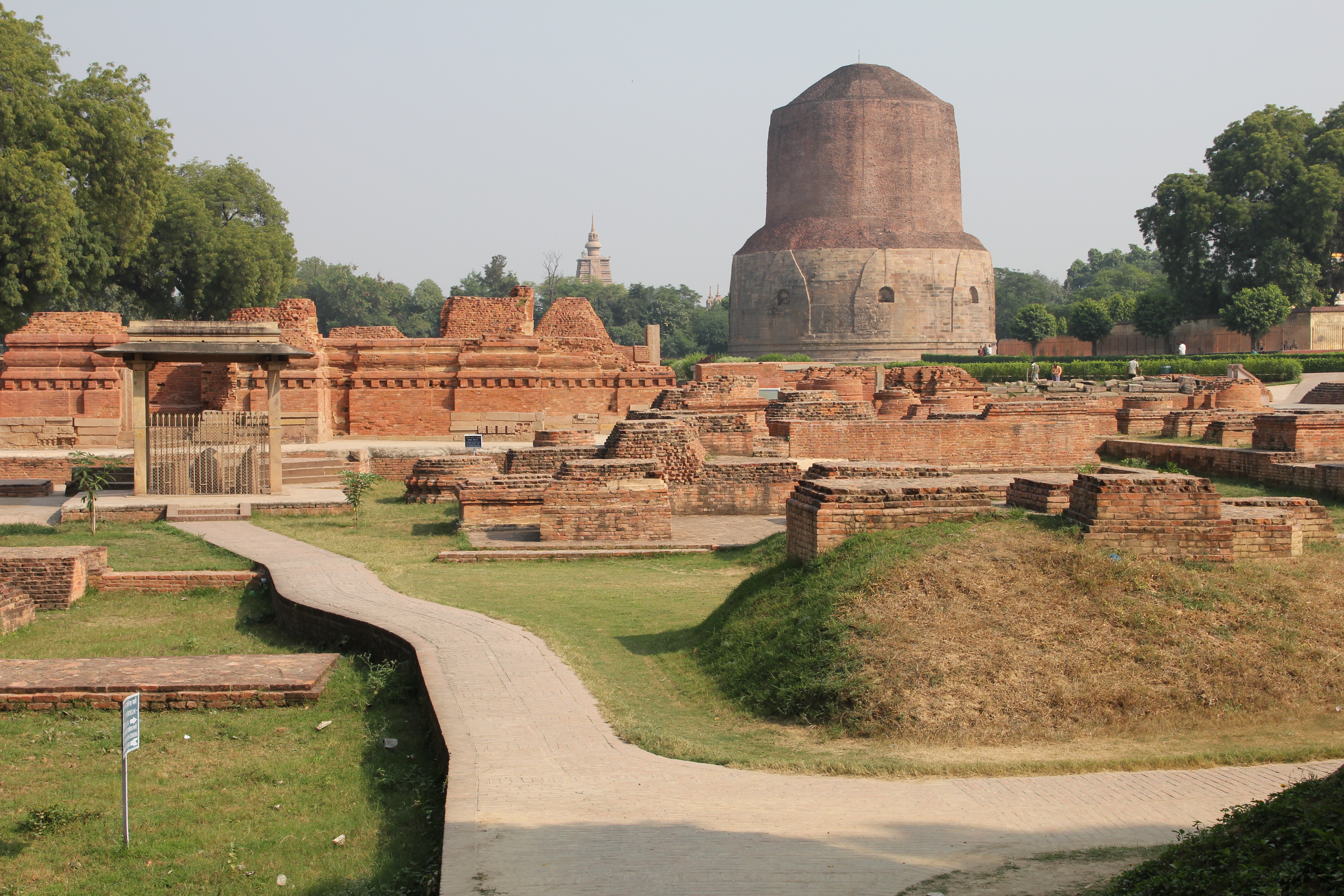
Stúpa v Sárnáthu (Uttarpradéš, Indie), kterou nechal postavit král Ašóka, kde Buddha poprvé kázal

Podle tradice pocházel Buddha Gautama z královského rodu Šákjů, který vládl jednomu z menších států severní Indie. Narodil se okolo roku 563 př. n. l. a pravděpodobně žil 80 let. Získal přízvisko Šákjamuni („Princ z rodu Šákjů“). Narození Buddhy předcházela řada zázraků, stejně jako jeho početí, které naznačovaly, že se v budoucnosti vzdá světského života a stane se velkým duchovním učitelem. Avšak jeho otec, král Šuddhódana, z něj chtěl mít svého nástupce, proto se jej rozhodl držet v paláci, kde ho zahrnul bohatstvím a blahobytem. Tak princ prožil bezstarostné mládí, dokud třikrát nevyjel z paláce a nesetkal se s reáliemi světa: s nemocí, stárnutím a smrtí. Začal si uvědomovat pomíjivost světa a v den, kdy mu jeho žena Jašódhara porodila syna Ráhulu, princ opustil palác a stal se potulným asketou.
Nejdříve se zabýval meditačními technikami a poté asketismem. Po šesti letech usilování a praktikování sebezničujího asketismu si uvědomil, že cesta k probuzení vede střední cestou, která se vyhýbá dvěma extrémům – jak tvrdému asketismu, tak i životu v přílišném pohodlí. Sedl si pod strom dnes nazývaný jako strom Bódhi a zařekl se, že dokud nedosáhne probuzení, neodejde. Po několika dnech probuzení skutečně dosáhl a stal se Buddhou tohoto věku. Začal vyučovat dharmě, postupně získávat žáky a po smrti odešel do parinirvány.

## Raný buddhismus
Po Buddhově smrti až do dob Ašóky (300 př. n. l. – 232 př. n. l.) pravděpodobně buddhismus nebyl na indickém subkontinentu příliš rozšířen. Prameny z té doby většinou chybí, avšak jsou známy buddhistické koncily, které jsou vesměs přijímány jako historické události.

### První buddhistický koncil (5. st. př. n. l.)
Jak uvádí tradice, první buddhistický koncil se konal krátce po Buddhově smrti v Rádžagrze. Svolal jej jeden z předních Buddhových žáků Mahákášjapa a úkolem koncilu bylo utřídit nauku tak, aby mohla být zachována pro pozdější generace. Na koncil dorazil i Buddhův bratranec Ánanda, proslulý svou fenomenální pamětí, a přednesl veškeré Buddhovy rozpravy (sútry), které utvořily celou jednu část (Sutta Pitaka) ze tří částí buddhistického kánonu (Tripitaka). Mnich Upáli odříkal řádová pravidla a vznikl tak oddíl vinaji, čili řádových pravidel (Vinaja pitaka).

### Druhý buddhistický koncil (4. st. př. n. l.)
Další koncil se konal přibližně sto let po prvním koncilu, tedy kolem roku 386 př. n. l. ve Vaišálí. Tamější mniši byli obviněni z nedodržování řádových pravidel a setkání mnichů mělo rozhodnout, do jaké míry se řádová pravidla mají dodržovat. Koncil v čele s radou starších rozhodl, že řádová pravidla se musí přísně dodržovat, a od tehdejší sanghy se tak odtrhli mnichové, kteří nesouhlasili s rozhodnutím koncilu a dali vzniknout hnutí Mahásanghiků (doslova Velká sangha). Mahásanghikové pak rozvinuli nauku, z části podobnou pozdějšímu mahájánovému učení.

## Ašókův proselytismus

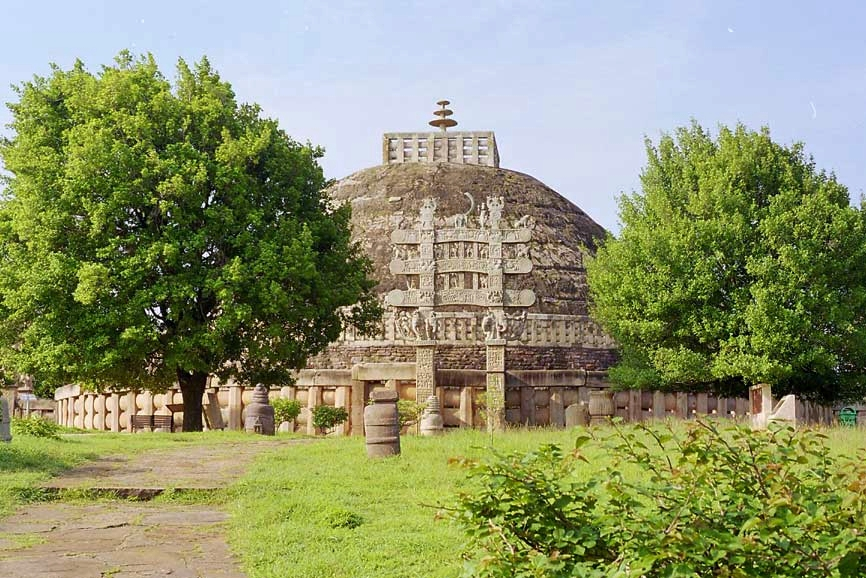
Velká stúpa v Sánčí

Když se stal Ašóka panovníkem, nejdříve začal podnikat vojenská tažení na jiná území za účelem rozšíření své říše. Po ohromných ztrátách na životech se Ašóka rozhodl přijmout buddhismus a s ním cestu nenásilí (sa. ahinsá). Začal se šířením buddhismu i do jiných zemí pomocí skalních nápisů, stavění stúp apod. Asi nejznámější příklad je postavení stúpy v Sáňčí.
Ašóka také vyslal buddhistické „misionáře“ i do dnešního Egypta a Severní Makedonie, ale zde neměly prakticky žádnou odezvu. Naopak Ašókův syn arahant Mahinda, který byl vyslán na Srí lanku, slavil úspěch a buddhismus zde pevně zakotvil.
Ašóka také vybudoval rozsáhlou síť cest, nemocnicí a nocleháren, univerzit a zavlažovacích systémů po celé zemi. Veškeré své panování prováděl v souladu s buddhistickým učením. I když byl Ašóka jasně nakloněn buddhismu, byl tolerantní vůči jiným tehdejším náboženstvím.

### Třetí buddhistický koncil (3. (popř. 4.) st. př. n. l.)
Třetí buddhistický koncil se konal kolem roku 350 př. n. l., avšak théravádové tradice jej jako právoplatný koncil odmítla uznat, protože byl svolán Mahásanghiky. Za třetí koncil tak považují setkání sanghy v Patáliputře zhruba o sto let později za Ašókovy vlády. Po tomto koncilu se definitivně mnišská sangha rozchází.

### Helénismus
Některé z Ašókových skalních nápisů popisují úsilí, jaké Ašóka věnoval šíření buddhismu i v helénistickém světě, který svého času sahal od území dnešního Řecka po Indii. Z vlastních jmen a názvů různých oblastí lze usuzovat, že autoři skalních nápisů byli dobře obeznámeni s územím helénistického světa i tehdejším politickým zřízením. Dochovaly se jména jako Antigonos II. Gonatás, Ptolemaios II. Filadelfos apod.

## Mahájánová expanze (1.–10. stol.)
Počáteční formování mahájánového buddhismu okolo 1. stol. př. n. l. – 1. stol. n. l. bylo provázeno mnohými politickými změnami v severozápadní Indii. Mahájánové učení se začalo rychle šířit do severní části Střední Asie, Číny, Koreje a v 6. století do Japonska.

### Indie

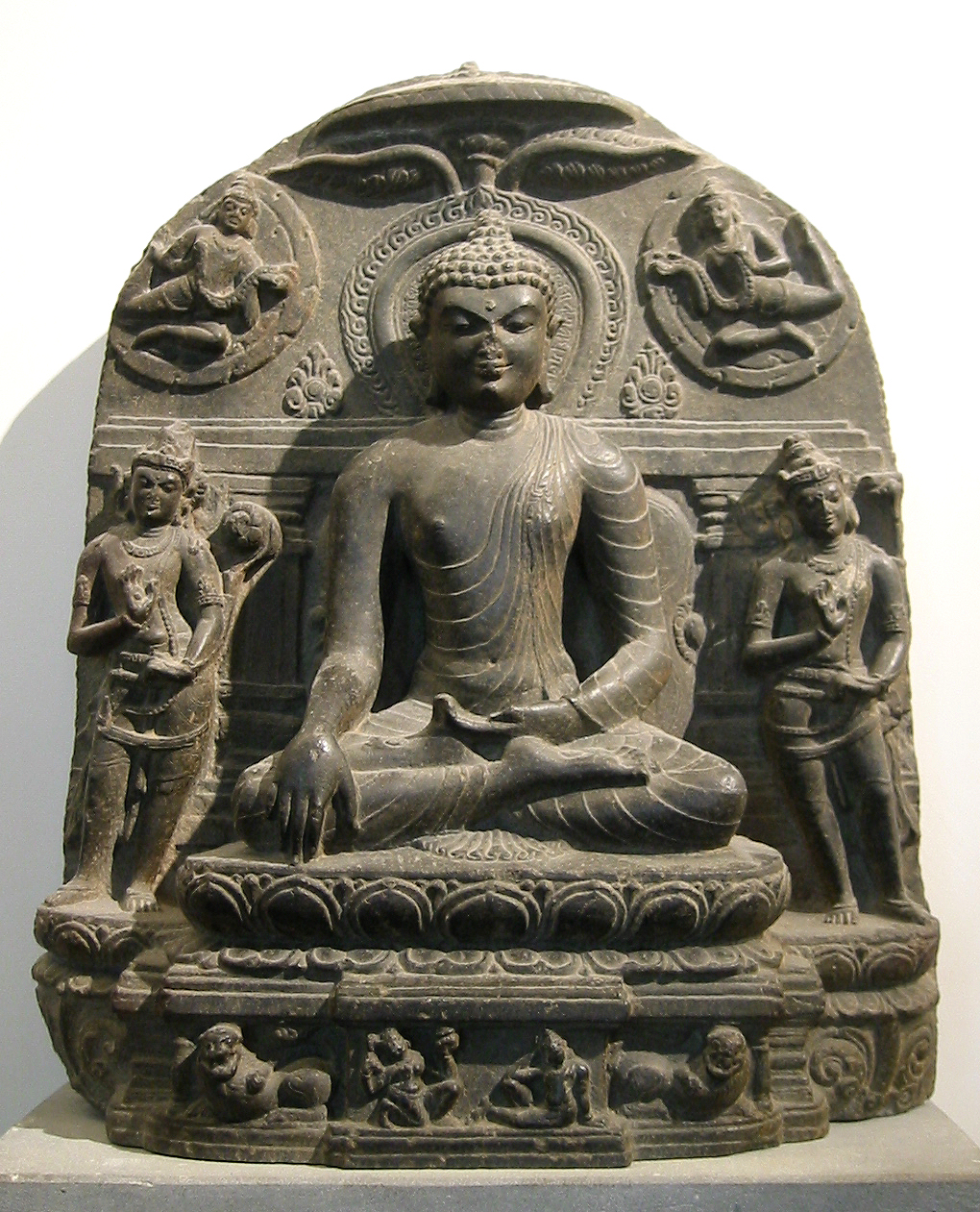
Buddha a bódhisattvové, 11. století, říše Pala

Po zániku Kušánské říše (3. století) zažil buddhismus v Indii období rozkvětu, zejména pak v době vlády dynastie Guptů (4.–6. století). Byla založena četná mahájánová centra, zejména pak univerzita v Nálandě v severovýchodní Indii, proslavená působením Nágárdžuny. Čínský buddhistický mnich a překladatel Süan-cang v 7. století cestoval napříč Indií a přináší zprávy o popularitě buddhismu na většině území.
Úpadek buddhismu v Indii nastal, když turečtí islámští nájezdníci zničili roku 1193 univerzitu v Nálandě. Od této doby buddhismus začíná ztrácet své výsadní postavení. Mnišská centra se posouvají dále na jih na Cejlon či na sever do okolí himálajského pohoří. Úpadek indického buddhismu pak dovršila stále více se rozmáhající hinduistická hnutí. I v dnešní Indii je buddhismus spíše okrajovou záležitostí.

### Střední a severní Asie

#### Střední Asie
Do Střední Asie vlivy buddhistického učení pronikly patrně již v době Buddhova života. Podle legendy dochované v jazyce páli se krátce po Buddhově osvícení s ním setkali dva obchodníci z Baktrije (rozkládající se přibližně na území dnešního Pákistánu, Kašmíru, Afghánistánu), bratři Tapussa a Bhallika. Jednalo se o první dva Buddhovy laické přívržence. Když se po setkání s Buddhou navrátili zpět do svého města, vystavěli zde stúpu nad osmi Buddhovými vlasy, které od něj obdrželi.
Centrální Asie byla dlouhou dobu místem, kde se střetávala čínská, indická a perská kultura. V průběhu 2. století př. n. l. se začala rozmáhat čínská dynastie Chan, která narušila styky centrální Asie s helénistickým světem, zejména pak řecko-baktrijskou říší, a vytlačila buddhismus dále na sever. To vedlo k zakládání buddhistických společenství a dokonce i ke vzniku menších buddhistických království.
Ve druhém a třetím století pronikl buddhismus (zejména hínajánová tradice) na území Íránu, Uzbekistánu, Turkmenistánu a Tádžikistánu. I když se zde buddhismus uchytil, byl spíše okrajovou záležitostí. Existovaly zde četné odlišné náboženské tradice jako zoroastrismus, hinduismus, judaismus, nestoriánství, manicheismus a mnoho dalších.
Okolo 7. století je buddhismus postupně vytlačován islámem a důležitější roli v této oblasti již nesehrál, snad s výjimkou Mongolska.

#### Čína

Lešanský Buddha

Buddhismus se pravděpodobně dostal do Číny okolo 1. století. Některé zprávy však hovoří již o šíření v době Ašókově či v následujících stoletích před naším letopočtem. V průběhu 8. století se Čína stala jedním z hlavních center buddhismu.
První překlad mahájánového textu byl pořízen mezi lety 178–189 díky kušánskému překladateli Lókakšémovi. V dalších letech se dále rozvíjela překladatelská činnost a brzy bylo do čínštiny přeloženo velmi mnoho mahájánových textů. Začaly se stavět buddhistické kláštery a chrámy. Na přelomu 4. a 5. století se čínský mnich Fa-sien vydal do Indie, aby odtud přinesl posvátná písma.
Po krátkém období pronásledování v 6. století nastává za dynastie Tchang rozkvět buddhismu. Buddhismus byl podporován státem i mnohými laiky a mnohé kláštery si tak brzy získaly obrovský vliv nejen na politickou situaci v zemi. To se protivilo tehdejší vládě a roku 845 nastává násilné potlačování buddhismu, boření buddhistických klášterů atd. Za dynastie Sung (10.–13. století) buddhismus do jisté míry „splynul“ s konfucianismem a taoismem a buddhistické kláštery se staly centrem vzdělanosti.
Tak jako všude jinde, i v Číně se buddhismus nevyhnul štěpení na různé školy. Asi nejvýznamnější je zde škola Čisté země a čchan, známější pod japonským jménem zen.
Pro Čínu je typické, že v podstatě „cizí“ náboženství (buddhismus) přijala velmi rychle a přetvořila jej do specifické podoby, kterou nenajdeme jinde na světě. Čínským prostředím ovlivněný buddhismus se pak začal šířit do dalších zemích jako Korea, Japonsko a Vietnam.

#### Korea
Buddhismus byl do Koreje přinesen z Číny roku 372 př. n . l. Nejdříve jej přijalo království Kogurjo, později i obě další korejská království. Podle tradice byl v 7. století do Koreje přeneseno z Číny učení čchan, které se v Koreji rozšířilo pod názvem son. Buddhismus se tak v Koreji těšil výsadnímu postavení až do konce 14. století, kdy začal být potlačován, až byl takřka vyhlazen. I když buddhismus v Koreji už nikdy nezískal zpět takové postavení jako např. za dob Sjednocené Silly, nikdy v Koreji zcela nezanikl. Dnes je v Koreji oblíbená zejména škola son.

#### Japonsko

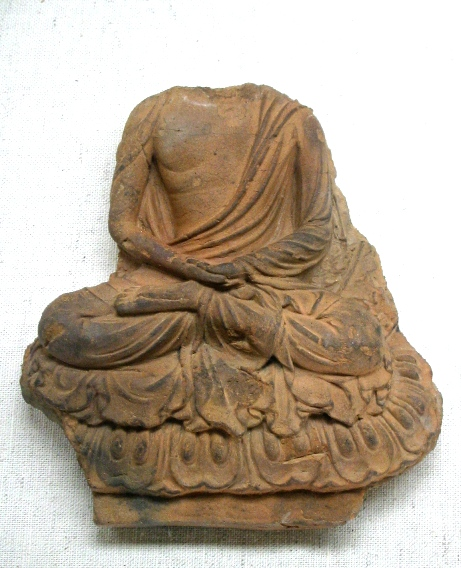
Kachlík se sedícím Buddhou, prefektura Nara, období Asuka, 7. století, Tokijské národní muzeum

Buddhismus se do Japonska dostal přes Koreu v první polovině 6. století. Tehdejší panovník poslal japonskému císaři poselstvo buddhistických mnichů s různými dary, které zahrnovaly i sútry či sochy Buddhy. Japonci byli z počátku vůči buddhismu nedůvěřiví a trvalo nějakou dobu, než se zde buddhismus dokázal prosadit.
Buddhismus zažil rozkvět v první polovině 8. století. Započala výstavba buddhistických klášterů a chrámů, které jsou nazývány pagody. Mezi nejznámější patří např. Hórjúdži či Kófukudži. Dále se šířila často vládou podporovaná výroba buddhistických kreseb a soch. Japonské buddhistické umění bylo velmi pestré zejména mezi 8. a 13. stoletím.
V průběhu 12. a 13. století se do Japonska dostala z Číny zvláštní forma buddhismu, tzv. čchan, který se v Japonsku stal známý pod označením zen (zenový buddhismus). Čchan z Číny přinesli buddhističtí mniši Eisai a Dógen. Zenové umění je známé díky specifickým malbám a poezii, z čehož asi nejznámější formou japonské poezie je haiku.
V současné době patří buddhismus společně s šintoismem k tradičním náboženstvím Japonska. Pro Japonce je navíc typické, že se hlásí k oběma náboženstvím zároveň. Nachází se zde okolo 80 000 buddhistických staveb. Mimo zen patří k nejrozšířenějším buddhistickým školám např. Amidismus či Ničirenský buddhismus (založený na učení mnicha Ničirena).

### Jihovýchodní Asie

#### Vietnam

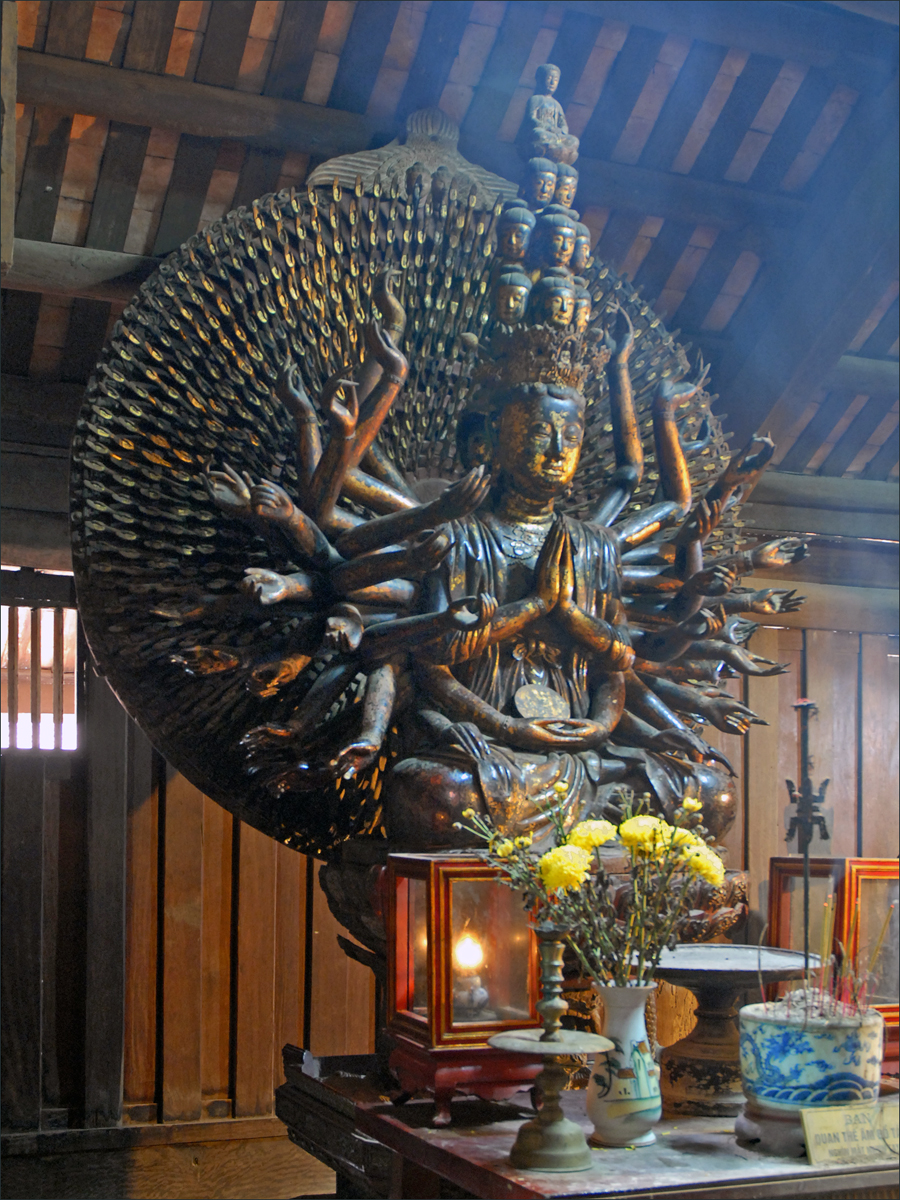
Socha bódhisattvy Avalókitéšvary v chrámu Bút Tháp ve Vietnamu

Buddhismus se do Vietnamu dostal poměrně brzy, již okolo počátku našeho letopočtu. Od 11. století zažil buddhismu období rozkvětu. Stal se státním náboženstvím, stavěly se stúpy, chrámy apod. V 15. století se stal státním náboženstvím konfucianismus a zůstal jím až do konce 19. století. Nastalo tak období úpadku Buddhova učení. Od 20. století probíhá znovuoživení buddhistických tradic.

#### Khmerská říše (9.–13. století)
Od 9. až do 13. století ovládala značnou část jihovýchodní Asie Khmerská říše. Khmerové mimo jiné jako vyznavači mahájánového buddhismu vystavěli více než 900 buddhistických chrámů v Kambodži a sousedním Thajsku. Centrem této výstavby se stal se svým chrámovým komplexem Angkor. Jeden z největších khmerských králů Džajavarman VII. (1181–1219), nechal postavit obrovské mahájánové stavby jako například státní chrám Bayon.
Následkem zničení mahájánového buddhismu v Indii během 11. století začala mahájána upadat i v jihovýchodní Asii a postupně byla nahrazena théravádou, která se šířila ze Srí Lanky.

## Vznik Vadžrajány (5. - 10. st.)
Vadžrajánový či tantrický buddhismus se poprvé objevil ve východní Indii mezi 5. a 7. stoletím. Měl mnoho prvků společných s hinduistickým tantrismem (hlavně praktikování jógy a odříkávání manter) a zejména pro laiky se stal přitažlivý tím, že nabízel probuzení již v jejich současném životě.
První stoupenci vadžřajány byli mahásidhové, kteří žili na samotě v lesních příbytcích. V průběhu 9. století vadžrajánový buddhismus získal dominantní postavení na tehdy asi nejvýznamnějších univerzitách Nálandě a Vikramašíle. Avšak již v 11. století byla vadžrajána, podobně jako ostatní buddhistické směry, zastíněna islámem díky muslimským nájezdním kmenům.
Vadžrajánový buddhismus pevně zakotvil v Tibetu. Podle tradice jej sem přenesl v 8. století Padmasambhava. Buddhismus je dodnes v Tibetu dominantním náboženstvím a je těsně spjat s tamější kulturou.

## Znovuoživení Théravády (11. st. – dosud)

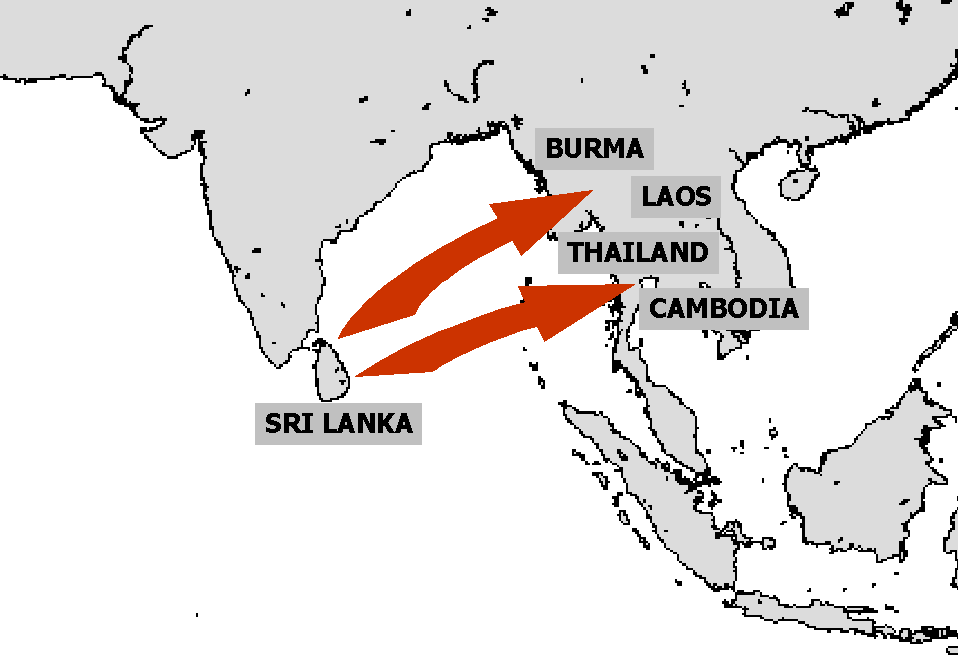
Expanze théravádového buddhismu v 11. století i dalších

Islámská expanze na Indický subkontinent vedla k úpadku buddhismu v celé jihovýchodní Asii. Spojení mezi Středním východem a Čínou se tak z velké části přemístilo z indických dopravních tepen na moře. Lodě tak stavěly na Srí Lance (dříve Cejlon), odkud se po moři théravádový buddhismus dále šířil do Myanmaru (dříve Barma), Thajska, Kambodže a Laosu.
Významným mezníkem v šíření théravády po jihovýchodní Asii bylo přijetí této formy buddhismu barmským králem Anoratchou (1044–1077), zakladatelem pugamské říše na území dnešního Myanmaru. Théraváda byla pravděpodobně již předtím náboženstvím monského etnika, jehož území Anoratcha ovládl. Dle kroniky z 19. století přijal théravádový buddhismus právě pod vlivem monského buddhistického mnicha jménem Šin Arahan. Anoratcha mimo jiné započal s výstavbou buddhistických chrámů v Pugamu, hlavním městě říše. V období mezi 11. a 13. století zde bylo postaveno na tisíce náboženských staveb, z nichž se jich do dnešních dnů dochovalo přes dva tisíce. Síla pugamské říše upadla s dobytím Pugamu v roce 1287 mongolskými nájezdníky. Výraznou mocenskou silou se poté v jihovýchodní Asii stala království založená na území dnešního Thajska. Théravádový buddhismus přesto zůstal nadále hlavním náboženstvím Barmánců.
Théraváda byla také přijata výše zmíněnými královstvími na území současného Thajska. A to nejprve královstvím Sukhothai kolem roku 1260. Následně byla podporována i během období království Ayutthaya (14.–18. století). Théraváda se tak stala neodlučitelnou součásti thajské společnosti.
Théravádový buddhismus se od 13. století dále šířil po jihovýchodní Asii, zejména do Laosu a Kambodže. Naopak od 14. století se začal prosazovat na jižním pobřeží jihovýchodní Asie, jižních ostrovech Filipín, Malajsii a Indonésii islám, který z těchto oblastí zcela vytlačil buddhismus.
Od roku 1934 dochází v Indonésii k obnově buddhismu. Buddhismus v současné době patří mezi pět oficiálních náboženství Indonésie, jimiž jsou islám, protestantské a katolické křesťanství, hinduismus a buddhismus. Podle sčítání lidu z roku 1990 se o něco více než 1 % obyvatel hlásí k buddhismu, což tehdy činilo 1,8 milionů obyvatel. Většinu indonéských buddhistů tvoří potomci čínských přistěhovalců a někteří příslušníci menšinových národností, mezi nimiž jsou stoupenci jak mahájány tak i théravádového buddhismu. Podobně v současnosti dochází k obnově mimo jiné i théravádového buddhismu mezi čínskou menšinou v Malajsii.

## Buddhismus na Západě
Setkávání buddhismu se „Západem“ má své počátky v době Ašókových misií. Tato konfrontace dvou naprosto odlišných tradic se promítla do tehdejšího indického (buddhistického) i řeckého umění. V 8. století byly do syrštiny a arabštiny přeloženy některé džátaky.
Další setkávání buddhismu ze Západem bylo sporadické, avšak ve 20. století nastal průlom, kdy se buddhistické učení dostalo prakticky do všech zemí světa.